# Rio Comprido (bairro)
Rio Comprido é um bairro carioca que fica na Zona central do município do Rio de Janeiro. Seu índice de qualidade de vida no ano 2000, era 0,849, o 56º melhor do município, dentre 126 bairros avaliados, sendo considerado regular.

## História
O seu nome se origina do rio central que o percorre, que nasce na Floresta da Tijuca e que desagua na Baía de Guanabara. As atividades de lazer começaram a rarear com a poluição, até que não foi mais considerado seguro nadar no rio. O rio se encontra na Avenida Paulo de Frontin.
As atividades de pesca e navegação ainda persistiram por mais alguns anos, até que a poluição causada pelos "barracos" construídos irregularmente próximos a sua nascente e seu leito, tornou o rio morto macrobiologicamente, se tornando um logradouro assoreado repleto de esgoto.
Posteriormente o rio foi canalizado, sendo hoje um mero córrego de esgoto e tendo sua vazão drasticamente reduzida devido o desmatamento provocado pelo crescimento das favelas. No entanto suas águas tornam-se cristalinas durante as madrugadas, horário em que quase não existe emissão de esgoto em seu leito.
No século XVIII, neste vale fluvial, era plantada a cana-de-açúcar, e o açúcar produzido era escoado por um trapiche em embarcações que o conduziam até à baía e ao porto do Rio de Janeiro. De acordo com o historiador Noronha Santos, pode-se fixar como marco no desenvolvimento da região correspondente os atuais bairros da Cidade Nova, do Catumbi e do Rio Comprido.
O Alvará-Régio de 26 de Abril de 1811, que concedeu a isenção da décima urbana aos prédios assobradados ou de sobrado, que se construíssem nas novas ruas abertas, desde o princípio do século. O Rio Comprido era então, uma área ocupada por chácaras de pessoas abastadas, entre as quais, ingleses ("Chácara dos Ingleses").
Outra propriedade importante era a do bispo Frei Antônio do Desterro, de onde as denominações "Largo do Bispo" (atual Praça Condessa Paulo de Frontin) e Rua do Bispo. Nessa propriedade passaria a funcionar, desde 1873, o Seminário São José, transferido da Rua da Ajuda, no sopé do Morro do Castelo.

### Século XX
O principal logradouro do bairro era a Avenida Rio Comprido (atual Av. Paulo de Frontin), com uma extensão de 1.600 metros, aberta em 1919, na gestão do prefeito Paulo de Frontin à época do governo do presidente Delfim Moreira (1918-1921).
Esse bairro elegante, de moradias  de altíssimo nível, abrigava três clubes que aumentavam o lazer dos moradores: o "Clube Desportivo do Rio de Janeiro" (Clube Alemão), com seu campo de "futebol society", gramado impecável, (guardado pelo velho Pocidônio), suas pistas de boliche e o ginásio para ginástica olímpica; o "Clube Ibéria" (com sua "micro piscina", quadra de esportes, elevador e gruta), já extinto; e o Sport Clube Minerva, na rua Itapiru,  cujo ponto forte era o "futebol de salão", atual "futsal".
Outro ponto de entretenimento era o "Campinho do Raul", na parte alta da Rua Santa Alexandrina, onde eram realizadas as "peladas da Velha Guarda", bem como as brincadeiras de "polícia e ladrão". As peladas da garotada eram realizadas na rua mesmo e sofriam paralisação toda vez que a bola caía no canal.
Na década de 1960, destacou-se o "Ponte's Clube", em frente à Alameda Leontina Machado, ligação entre a Av. Paulo de Frontin e a Rua Santa Alexandrina e ocupada, em sua maioria, por componentes da "família Machado" (Machadinho, Tia jura, Tia Ninita, Dr. Rubens, Tia Marieta, Tia Judith e Marcy), mais tarde substituído pela Turma da Ponte, que se reunia todas as noites na ponte em frente ao Clube Ibéria. Nessa época a maioria das crianças cursava o primário no Colégio SOS (Dona Arlete) ou na Escola Municipal Pereira Passos.
Outros pontos de encontro eram a Padaria Dominante do "Seu Pires" e o Bar do Moura. A destacar ainda a rivalidade entre a turma da Paula (Paulo de Frontin) a turma da Santa (Santa Alexandrina) e a turma do Largo (Largo do Rio Comprido e cercanias).
Na época das festas juninas o esqueleto de prédio inacabado onde morava a família Carvalho Coda (Carlos "Firulis" e cia), atual Chácara Paulo de Frontin, servia para lançamento de balões de grande porte, e durante o restante do ano era ponto de encontro para "botar a pipa no ar" em sua laje superior. Menção especial para as famílias "Gigglio","Paranhos" e da "Dona Teresa, mãe do Zé Roberto",  cujas casas serviram, durante anos, de base para o pessoal. E como esquecer da família "Marino" da "briga de galo" e, especialmente do Silvinho, "o cara das 7". E que dizer do "Cidinho", marrento, da Cândido de Oliveira e do Clube Alemão, que deve estar aprontando lá em cima.
O velho canal do Rio Comprido dividia as duas faixas da Avenida Paulo de Frontin. O prédio do Seminário São José, já extinto, bem como a Igreja de São Pedro, ajudavam a compor o local. Ainda nessa época, o bairro era servido por uma linha de bondes, cujo ponto final se localizava na parte alta da Rua Santa Alexandrina, e por uma linha de ônibus, a 616 (Rio Comprido-Usina), ambas desaparecidas.
Foi uma época maravilhosa, entretanto, com a abertura do Túnel Rebouças (1967) e a construção do Elevado Paulo de Frontin (1971), a Av. Paulo de Frontin transformou-se numa passagem entre as zonas norte e sul da cidade e os tradicionais moradores mudaram-se, registrando-se uma acentuada queda no índice de qualidade de vida do bairro, atualmente cercado por favelas como o Turano, o Fogueteiro, o Querosene e o Complexo Paula Ramos. Lembranças sobre a época áurea do Rio Comprido podem ser compartilhadas no almoço que é realizado todo ano, na terceira sexta feira de dezembro, na Taberna da Glória. O humorista, ator, encenador, escritor, pintor e apresentador Jô Soares é natural do bairro.

## Localização
O bairro fica no limite da Zona Central do município com a subprefeitura da Grande Tijuca, sendo de localização estratégica e privilegiada. Forma uma tríplice ligação entre as zonas Central, Norte e Sul, possuindo através do Tunel Rebouças, uma ligação com Cosme Velho; limitando-se com os bairros centrais de Santa Teresa, Estácio e Catumbi; além dos bairros nortistas de Alto da Boa Vista, Tijuca e Praça da Bandeira, O bairro sedia uma das 33 regiões administrativas do município, a região administrativa de Rio Comprido, a qual rege os bairros de Rio Comprido, Catumbi, Cidade Nova e Estácio.